# HD 140986
HD 140986 — оранжевая гипергигантская звезда величиной 6,25, расположенная в созвездии Весов. Это 937 световых лет от Солнечной системы.
Это звезда, расположенная в южном небесном полушарии, но очень близко к небесному экватору; это означает, что его можно без каких-либо затруднений наблюдать во всех населённых районах Земли и что он невидим только далеко за полярным кругом. В южном полушарии, с другой стороны, он выглядит циркумполярным только в самых внутренних районах антарктического континента. Будучи величиной, равной 6,2, она не наблюдается невооружённым глазом; однако, чтобы увидеть его, достаточно даже небольшого бинокля, при условии тёмного неба.
Лучший период для его наблюдения в вечернем небе приходится на месяцы с мая по сентябрь; с обоих полушарий период видимости остаётся примерно одинаковым, благодаря положению звезды недалеко от небесного экватора.

## Физические характеристики
Звезда — оранжевый гипергигант; он имеет абсолютную величину — 1,04, а его положительная радиальная скорость указывает на то, что звезда удаляется от Солнечной системы.